# Сюрбаево
Сюрбаево (баш. Сирбай) — деревня в Кигинском районе Республики Башкортостан Российской Федерации. Входит в состав Арслановского сельсовета
Живут башкиры (2002).

## Название
Первоначальное название — Самарово по имени первопоселенца, известны его сыновья Шамыкай и Тажетдин Самаровы.
После 1841 года появилось второе название, по имени одного из жителей Сюрюбая Карабашева.
В «Списке населённых мест Российской империи по сведениям 1859—1873 годов» упоминается как Сюрюбаева (Самоварова, Самарова).
Была известна также как Кумый-Самар, Самаварово.

## География
Находится при р. Аллаелга (рч. Асса-илга в источнике XIX века.

### Географическое положение
Расстояние до:
- районного центра (Верхние Киги): 32 км к востоку[2]
- центра сельсовета (Арсланово): 10 км
- ближайшей ж/д станции (Сулея): 45 км к северо-востоку[2]

## История
Основана во 2-й половине 18 в. башкирами 2-й Айлинской волости Сибирской дороги на собственных землях под названием Самарово. В 1841 здесь поселились башкиры из д. Азнабаево той же волости, деревня впоследствии фиксировалась под современным названием.
В 1895 году построена мечеть.

## Население
| 2002 | 2009 | 2010 |
| ---- | ---- | ---- |
| 200  | ↗239 | ↘217 |

### Историческая численность населения
В 1865 году проживали 214 человек, в 1906—404, в 1920—391, в 1939—351, в 1959—266, в 1989—204, в 2002—200, в 2010—217, в 2019—200.

### Национальный состав
Согласно переписи 2002 года, преобладающая национальность — башкиры (99 %).

## Инфраструктура
Личное подсобное хозяйство с зоной сельскохозяйственного использования, индивидуальная застройка усадебного типа. В 1865 году — 41 двор.
Действуют фельдшерско-акушерский пункт, клуб.
До революции сельчане занимались скотоводством, земледелием, пчеловодством. С 1954 население было занято в Сюрбаевском отделении совхоза «Абдрезяковский».
Была мечеть, водяная мельница. В 1906 учтены мечеть , 2 бакалейные лавки.

## Достопримечательности, памятные места
Популяция черники около Сюрбаево является памятником природы.

## Транспорт
Деревня доступна автотранспортом.